# やもり (ユニット)
やもりは、森山良子と矢野顕子によるユニットである。2010年7月14日にデビューアルバム『あなたと歌おう』が、ヤマハミュージックコミュニケーションズ（YMC）からリリースされた。

## メンバー
- 森山良子
- 矢野顕子

## 略歴
- 1990年 - 森山良子のアルバム『We  Shall Overcome を歌った日』に矢野顕子が楽曲「愛はたくさん」を提供。
- 2002年 - 旧赤坂ACTシアターにて開催された「ヤノラボ」（矢野顕子がゲストを招いて行うシリーズ）に森山良子がゲスト出演。
- 2004年 - コスモアースコンシャスコンサートで「君住む街角」を共演。
- 2006年 - 森山良子のデビュー40周年記念ツアーの東名阪公演に矢野顕子が帯同。この時のために作った新曲として「恋愛宣言」が初披露された。
- 2008年 - 森山良子の赤坂サカス・スペシャルライブに矢野顕子がゲスト出演。
  - 河口湖ステラシアターの森山良子ミュージックスペシャルに矢野顕子がゲスト出演。この時ふたたび、新曲として「わたしたちの明日」が生まれる。
- 2009年 - 2月より1stアルバム『あなたと歌おう』レコーディング開始。
- 2010年 - 6～7月のNHK総合「みんなのうた」で、『風のブランコ』が放送される。
- 2010年 - 7月14日、ヤマハミュージックコミュニケーションズより『あなたと歌おう』発売。7～8月に東名阪でコンサートが行われた。
- 2010年 - 8月21日、『ミュージックフェア』（フジテレビ）に出演する。
- 2010年 - 9月22日、『SONGS』（NHK総合）に出演する。
- 2012年8月、コンサートツアー「やもりやもり」により活動再開。

## ディスコグラフィー

### オリジナルアルバム
- あなたと歌おう （2010年7月14日、YMC）